# Mohamed Salmane
Mohamed Salmane, né le 9 octobre 1958 à Nabeul, est un ingénieur et homme politique tunisien. Il est ministre de l'Équipement de 2011 à 2014 au sein du gouvernement Jebali puis du gouvernement Larayedh. Dans ce dernier gouvernement, il prend également en charge le ministère de l'Environnement.

## Biographie

### Famille et études
Salmane, diplômé en génie civil, est un ingénieur principal.

### Carrière professionnelle
Il travaille comme directeur des grands travaux à la société Tunisie Autoroutes avant de devenir PDG du Bureau d'études arabe tuniso-libyen.

### Carrière syndicale et politique
À la suite de la révolution de 2011, il est nommé ministre de l'Équipement dans le gouvernement de Hamadi Jebali, succédant à Mohamed Ridha Farès, son homologue dans les gouvernements précédents. Dans le gouvernement Larayedh, il conserve ce portefeuille et prend également en charge celui de l'Environnement. Il est membre du parti Ennahdha. Chahida Ben Fraj Bouraoui est sa secrétaire d'État à l'Habitat et Sadok Amri à l'Environnement.

## Vie privée
Il est marié et père de trois enfants.